# アライグマ属
アライグマ属（アライグマぞく、属名：Procyon〈プロキオン〉）は、アメリカ大陸に分布する夜行性の哺乳類、アライグマの仲間。1780年にドイツのゴットリープ・コンラート・クリスティアン・シュトルが設立。アライグマ科の下位に位置する階級。

## 語源
属名Procyonはギリシア語のpro（前）とkuōn（イヌ）の複合語で「イヌに先立つもの」の意があり、これはイヌ科の祖先と考えられていたことに由来する。
英名raccoon（ラクーン）はアルゴンキン語で「手でひっかく/こする」ものを意味するarakun（またはaroughcan、ärähkunem）に由来する。和名アライグマ（洗熊、浣熊）は「ものを洗うクマ」の意で、タイプ種の種小名lotorにもラテン語で「洗うもの」の意があり、いずれも水中で餌を探す際に手を洗うかのような行動をとる習性に由来する。

## 分類
アライグマ属を構成する現生種は下記に示す3種である。このほかにグアドループアライグマP. minor・バルバドスアライグマP. gloveralleni・トレマリアアライグマP. insularis・バハマアライグマP. maynardiが独立種とされたこともあるが、2005年の分類ではいずれもアライグマの亜種またはシノニムとされている。

### 現生種
カニクイアライグマ
学名：Procyon cancrivorus (Cuvier, 1798) 英名：crab-eating raccoon

カニクイアライグマ
P. cancrivorus (G. Cuvier, 1798)

カニクイアライグマは、アルゼンチン、ウルグアイ、エクアドル、ガイアナ、コスタリカ、コロンビア、スリナム、トリニダード・トバゴ、ブラジル、パナマ、パラグアイ、フランス領ギアナ、ベネズエラ、ペルー、ボリバル共和国、ボリビア多民族国に分布する在来種。種小名の cancrivorus（カンクリウォルス）は、1798年のジョルジュ・キュヴィエによる命名。
‍
夜行性であり、地上で活動し、単独で行動する。食物は軟体動物、魚類、甲殻類、昆虫類、両生類である。捕獲調査から得られているのは限られた情報であり、生態や行動についてはほとんど知られていない。生息地は海岸や河岸に限られていると思われやすいが、時期によっては非水生の生息地にいたという記録もある。熱帯雨林の奥深くではめったに見られないが、リャノや照葉樹林、アンデス山脈の森林では見つかる。アライグマと地理的に重なる地帯では、アライグマがマングローブの湿地帯で見つるのに対し、カニクイ・アライグマは内陸の川沿いで見つかる。
‍
アライグマ
学名：Procyon lotor (Linnaeus, 1758) 英名：raccoon、common raccoon、northern raccoon

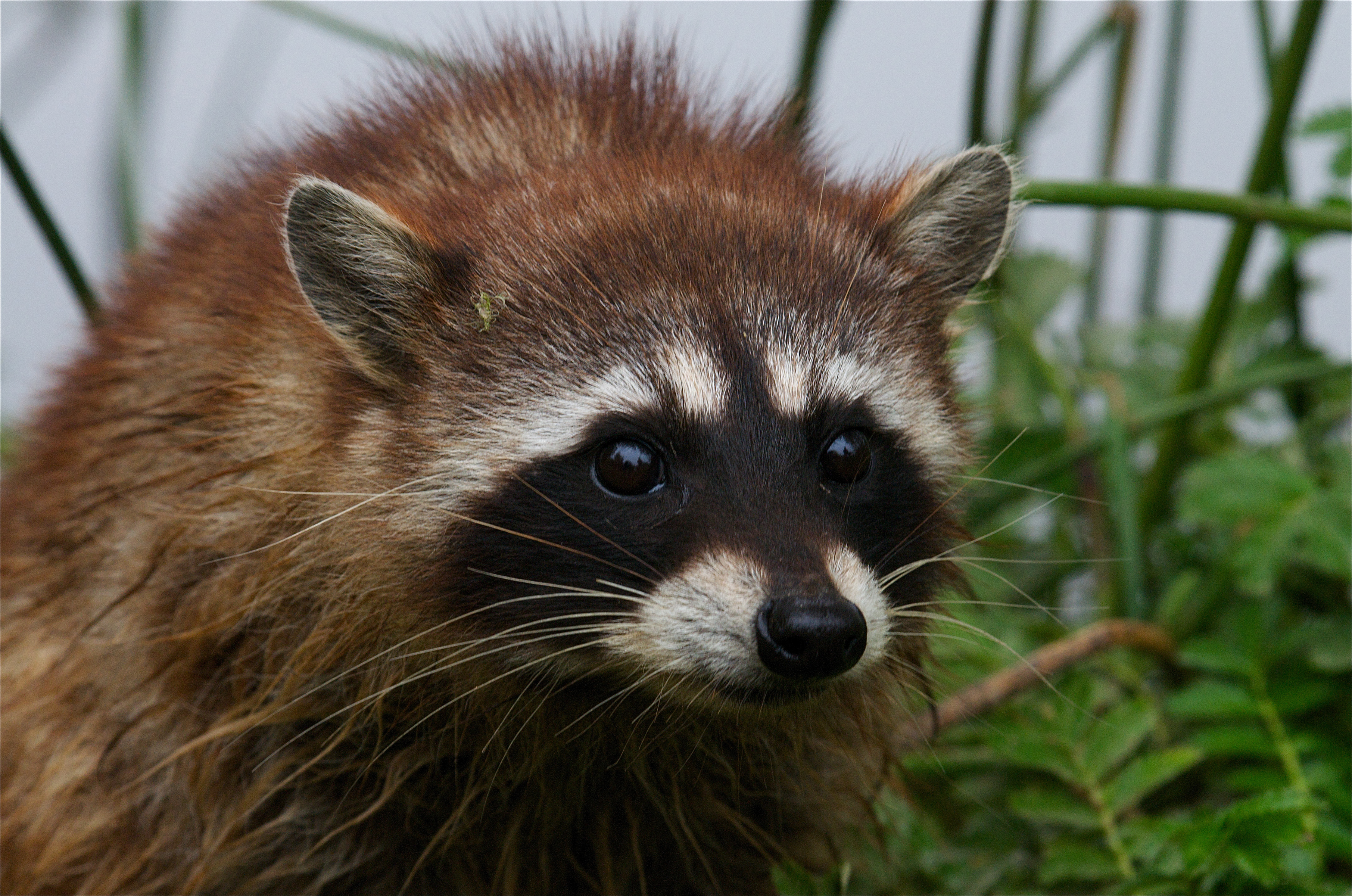
アライグマ
P. lotor (Linnaeus, 1758)

アライグマは、アメリカ合衆国、エルサルバドル、カナダ、グアテマラ、コスタリカ、ニカラグア、パナマ、ベリーズ、ホンジュラス、メキシコの在来種。種小名の lotor（ロトル）は、1758年のリンネによる命名。
‍
非常に適応性が高く、渓流や海岸線など、水さえあれば大半はどこでも見つかる。丸太や岩の下、木の穴、地面の巣穴、土手の巣穴などに巣を作る。地域によっては都市生活に適応し、人間と共生している。とはいえ、アライグマは広葉樹の生えた沼地、マングローブ林、氾濫した森林、湿地帯に最も多く生息している。平均的な行動圏は約36,422〜60,703平方メートル、個体群密度は約40,469～64,750平方メートルあたり1個体と報告されている。一般的に子連れのメス以外は単独で行動する。夜行性であり、単体または群れの中で採餌する。日和見主義的な雑食性で、果実、木の実、昆虫、小型哺乳類、鳥類の卵や巣、爬虫類の卵、カエル、魚類、水生無脊椎動物、ミミズ、生ゴミなどを食べる。大半の食物は水辺かその近くで得る。
‍
コスメルアライグマ
学名：Procyon pygmaeus Merriam, 1901 英名：Cozumel raccoon

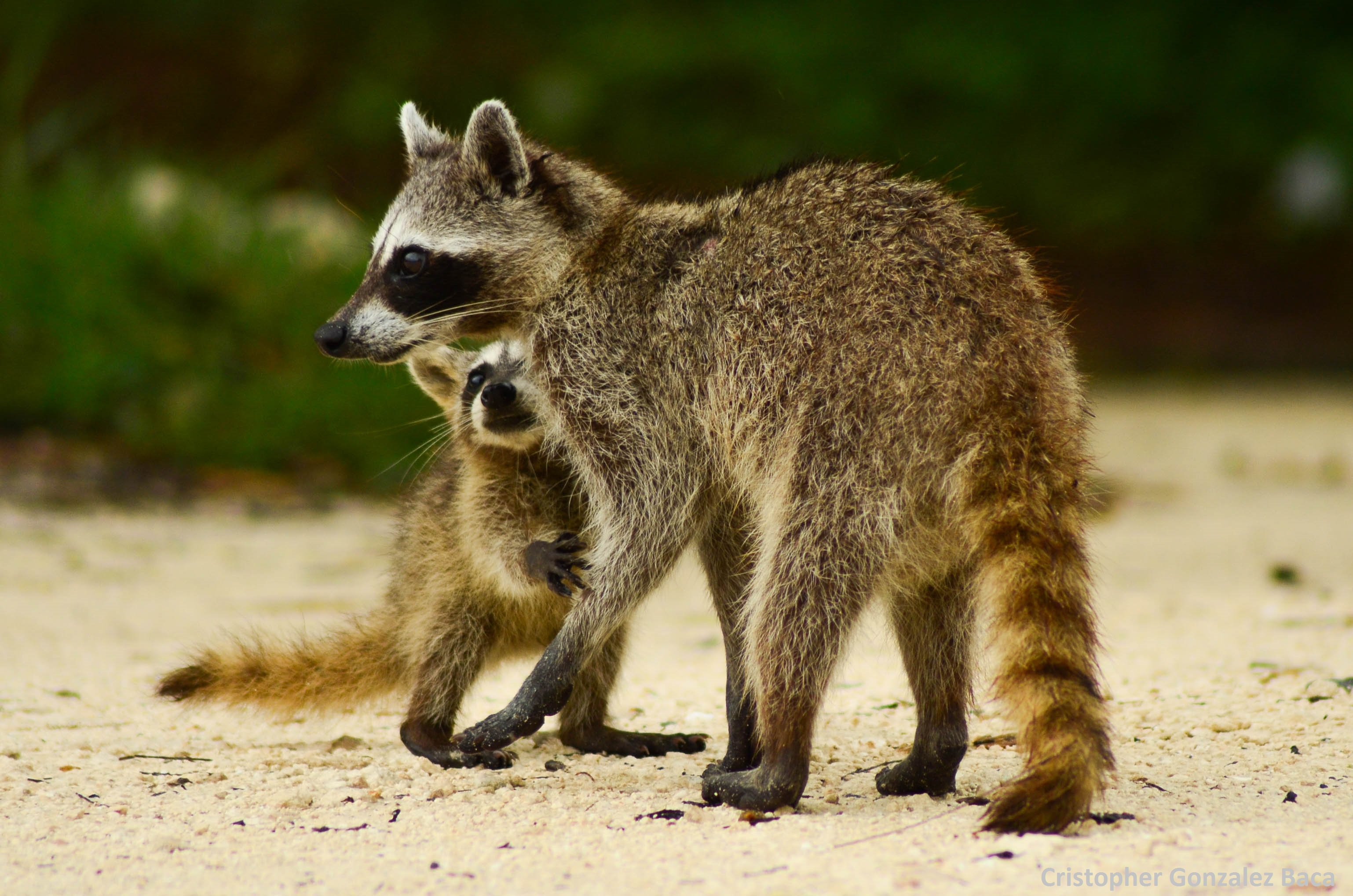
コスメルアライグマ
P. pygmaeus Merriam, 1901

コスメルアライグマは、メキシコ・ユカタン半島沖にあるコスメル島の固有種。種小名の pygmaeus（ピグマエウス）は、1901年のクリントン・ハート・メリアムによる命名。
‍
マングローブ林や砂地を好むが、半常緑性・半落葉性の熱帯林や農耕区域でも見つかる。個体数は植生の種類によってかなり異なる。個体群のほとんどは島の沿岸部に生息していて、大きな個体群は島の中央部にはおらず、いたとしても非常に低い密度である。人間の居住地や道路（舗装の有無は問わず）と近い場所に生息することがある。おもに夜行性だが、日中に見かけることも珍しくない。一般に単独で行動するが、ときどき一家族にまとまる。ケイト・マクファデンとシャイ・メリ（2013年、イギリスの論文）は「コスメルアライグマの矮性は、本土と比較するとコスメル島で見つかる資源が少ないことに対する島嶼化の可能性がある」と結論づけた。雑食性であり、カニを好み、次いで果物、昆虫、ザリガニ、小型脊椎動物を好む。季節や生息地によって、さらにはハリケーンによって生息地の質が大きく変化すると、それらに伴い食物も大きく変わってしまう。疥癬（）、狂犬病、犬ジステンパーなどの病原体や病気に対して特に脆弱（）である。
‍

### 化石種
化石が発掘されているアライグマ属の絶滅種を下記に示す。
学名：Procyon rexroadensis Hibbard, 1941
Procyon rexroadensis（プロキオン・レクスロアデンシス）は、かつて鮮新世と更新世のあいだ（470万年〜140万年前）のアメリカに生息したアライグマ属の一種。化石はカンザス州のレックスロード層から産出された。種小名の rexroadensis は1941年のクロード・ウィリアム・ヒバードによる命名。
‍

## 参考資料
- 川田伸一郎・岩佐真宏・福井 大・新宅勇太・天野雅男・下稲葉さやか・樽 創・姉崎智子・横畑泰志、2018、『世界哺乳類標準和名目録．哺乳類科学 58（別冊）：1–53．』、日本哺乳類学会分類群名・標本検討委員会 doi:10.11238/mammalianscience.58.S1